# Koroški Slovenec (tednik)
Koroški Slovenec je bilo glasilo Koroških Slovencev, ki je izhajalo od leta 1921 do 1941 na Dunaju.
Koroški Slovenec je bilo glasilo Političnega in gospodarskega društva za Slovence na Koroškem. Kot tednik je s tehnično pomočjo dunajskih Čehov in denarno podoro Slovencev iz Jugoslavije izhajal do leta 1939 na Dunaju, nato pa do ukinitve, ki je nastala ob nemškem napadu 1941 na Jugoslavijo v Celovcu.
Naklada tednika je bila med 2200 in 2500 izvodi. Med izdajateli je bil Franc Petek. Lastnik in prvi urednik je bil Franc Aichholzer. Za njim so se zvrstili Ciril Kandut, Rado Wutej in Vinko Zwitter. List je bil namenjen predvsem kmečkemu prebivalstvu in je po plebiscitu organiziral kulturno, politično in gospodarsko življenje koroških Slovencev. V ospredju poročanja je bil boj manjšine za pravice na šolskem, jezikovnem in kulturnem področju.
Po priključitvi Avstrije Tretjemu rajhu je Koroški Slovenec pričel pisati kritične članke in zahteval za koroške Slovence svobodno kulturno življenje; pri tem pa se je taktično skliceval na Hitlerjevo knjigo Moj boj. Od začetka 2. svet. vojne pa so v listu prevladovala vojna poročila, iz domačih novic pa je izginila protinemška ostrina. Po nemškem napadu 6. aprila 1941 na Jugoslavijo pa je list prenehal izhajati.